# سكار فيس: ذا ورلد إز يورز
سكار فيس: ذا ورلد إز يورز (بالإنجليزية: Scarface: The World Is Yours)‏ ، هي لعبة فيديو من نوع عالم مفتوح، أكشن-مغامرات طورت من قبل شركة راديكال إنترتنمنت الأمريكية، والتي نشرها شركة سييرا إنترتينمنت عام 2006م، وصدرت على أنظمة بلاي ستيشن 2 وإكس بوكس ووي ومايكروسوفت ويندوز ، وهي مقتبسة من الفيلم الشهير سكار فيس الذي صدر عام 1983 ببطولة الممثل الأمريكي المعروف آل باتشينو.

## وصلات خارجية
- Extensive Q&A from the developers
- سكار فيس: ذا ورلد إز يورز على موقع IMDb (الإنجليزية)
- IGN X360 profile with canceled status
- سكار فيس: ذا ورلد إز يورز على موبي غيمز
- The Making of 'Scarface' special on MTV2
- Scarface: Playstation 2 Review at Gamestyle